# Sellin
Sellin er en by og kommune i det nordøstlige Tyskland, beliggende under Landkreis Vorpommern-Rügen på øen Rügen. Landkreis Vorpommern-Rügen ligger i delstaten Mecklenburg-Vorpommern.
Østersøbadebyen Sellin er beliggende øst for den skovbevoksede højderyg Granitz ved forbindelsen til halvøen Mönchgut på den sydøstlige del af Rügen. Sellin udgør sammen med Binz og Göhren, de vigtigste badesteder på øen.

## Landsbyer og bebyggelser
- Altensien
- Moritzdorf
- Neuensien
- Seedorf